# Kilimandscharo - diesmal mit Krücken
Kilimandscharo – diesmal mit Krücken ist ein Dokumentarfilm des Journalisten Michael Scheyer aus dem Jahr 2022. Der Originaltitel lautete „Wie man auf den Kilimanjaro steigt – mit und ohne Krücken“ und wurde im März 2023 geändert. Die internationale Premiere feierte der Film auf dem Atlanta Docufest in der Online-Sektion im Mai 2022. Die Deutschlandpremiere feierte der Film als offizieller Wettbewerbsbeitrag der Filmtage Oberschwaben in Ravensburg am 14. Oktober 2022.

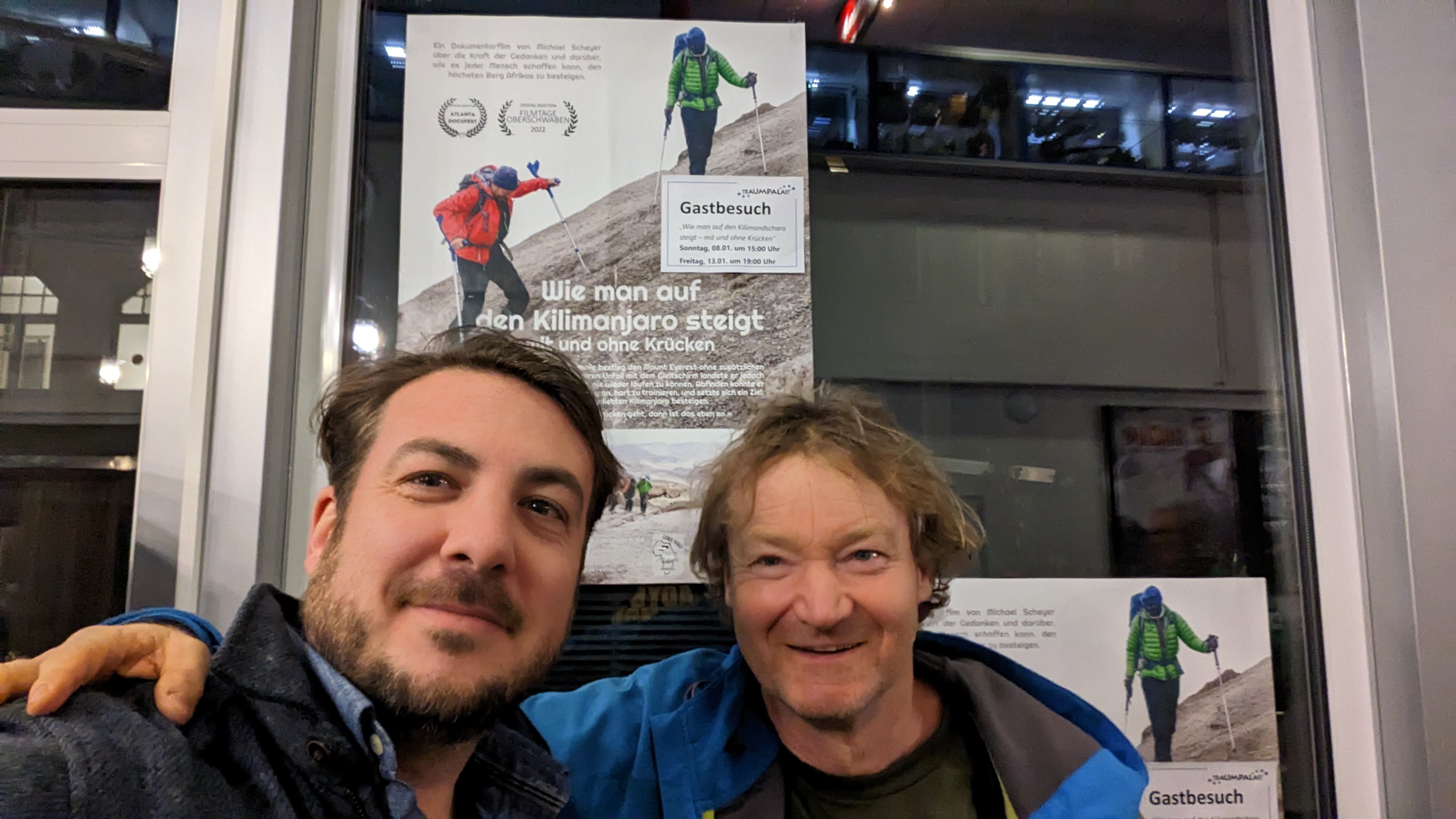
Filmemacher Michael Scheyer (links) und Bergsteiger Thomas Lämmle stehen vor einem Filmplakat des Dokumentarfilms im Traumpalast-Kino in Biberach.

## Inhalt
Der Bergsteiger Thomas Lämmle bestieg Berge wie den Mount Everest ohne zusätzlichen Sauerstoff. Von den 14 Achttausender bestieg er insgesamt 7. Bei einem schweren Gleitschirmunfall im April 2020 auf dem Hochgrat, verletzte er sich lebensgefährlich. Nach einer langen und komplizierten Operation war er zunächst auf den Rollstuhl angewiesen. Sein linkes Bein ist seither vom Knie abwärts gelähmt, sein rechtes Bein war zunächst taub. Ärzte äußerten den Verdacht, dass er nie wieder würde laufen können. Mit diesem Schicksal konnte er sich allerdings nicht abfinden. Er trainierte intensiv, bis er wieder auf seinem rechten Bein stehen und mit Krücken laufen konnte. Da setzte er sich ein ambitioniertes Ziel: Noch einmal seinen geliebten Kilimanjaro besteigen – seinen Trainingsberg, auf dem er schon 62-mal stand. Im August/September 2021 bestieg Thomas Lämmle dann zum 63. Mal den höchsten Berg Afrikas – und zwar mit einer Orthese am linken Fuß und mit Krücken. Über diesen Aufstieg und über Thomas Lämmles Vorgeschichte als Bergsteiger berichtet der Film. Am 1. September 2021 um 7:38 Uhr Ortszeit schlägt Thomas Lämmle schließlich am Gipfelschild des Uhuru Peak an. Als er das Krankenhaus im Rollstuhl verlassen hatte, hatten seine Ärzte dies für unmöglich gehalten, denn er galt medizinisch als austherapiert.
Außerdem erklärt Thomas Lämmle – ursprünglich Sportwissenschaftler und Höhenforscher – seinen sechs Begleitern, die den Kilimanjaro zum ersten Mal besteigen, im Verlauf des Films, was für physiologische Prozesse im Körper beim Höhenbergsteigen vor sich gehen und mit welchem Verhalten man den Körper richtig akklimatisieren kann, um die Höhenkrankheit zu verhindern. Dabei erläutert Thomas Lämmle auch ausführlich die von ihm erforschte Atemtechnik, die Bergsteigern dabei helfen kann, in sehr großer Höhe mit geringem Sauerstoffanteil extrem leistungsfähig zu sein. Indem beim Ausatmen ein größerer Druck in der Lunge erzeugt wird, ist der Körper in der Lage, mehr Kohlendioxid abzuatmen und mehr Sauerstoff aufzunehmen. Das erhöht die Sauerstoffsättigung im Blut beträchtlich, wie im Film mit einem Sauerstoffsättigungsmessgerät anschaulich dargestellt wird. Mit ebendieser Atemtechnik war es Thomas Lämmle auch möglich, den Mount Everest, den Makalu und den Lhotse ohne zusätzlichen Sauerstoff zu besteigen.

## Veröffentlichung
Die internationale Premiere feierte der Film auf dem Atlanta Docufest in der Online-Sektion im Mai 2022. Die Deutschlandpremiere feierte der Film als offizieller Wettbewerbsbeitrag der Filmtage Oberschwaben in Ravensburg am 14. Oktober 2022. Nach der Deutschlandpremiere begann eine Promo-Tour in Oberschwaben und wurde unter anderem in Ravensburg, Weingarten, Lindau, Lindenberg, Biberach, Friedrichshafen, Tettnang, Leutkirch, Wangen und Bad Waldsee gezeigt. Seit April 2023 befindet sich der Film im Verleih von Schmidbauer Film. Der bundesweite Kinostart erfolgte am 1. Juni 2023. Im November 2023 nahm der Film als offizieller Wettbewerbsbeitrag am Mountainfilm Festival in Graz teil, wo damit auch die Österreichpremiere stattfand. Seit dem 1. Dezember 2023 ist der Film auch als Video-On-Demand-Angebot im Internet verfügbar.

## Auszeichnungen
Ausgezeichnet mit dem Prädikat „wertvoll“ durch die Deutsche Film- und Medienbewertung (FBW).